# Culibrki
Culibrki is een plaats in de gemeente Netretić in de Kroatische provincie Karlovac. De plaats telt 4 inwoners (2001).